# Uvaria sassandrensis
Uvaria sassandrensis är en kirimojaväxtart som beskrevs av Jongkind. Uvaria sassandrensis ingår i släktet Uvaria och familjen kirimojaväxter. Inga underarter finns listade i Catalogue of Life.